# روديوم
الروديوم عنصر كيميائي رمزه Rh وعدده الذري 45؛ وينتمي إلى عناصر المستوى الفرعي d في الدورة الخامسة في الجدول الدوري، كما يقع في المرتبة الثانية ضمن عناصر المجموعة التاسعة المعروفة أيضاً باسم مجموعة الكوبالت. ينتمي الروديوم كيميائياً إلى الفلزات الانتقالية. الروديوم نادر جداً، ويوجد في شكله النقي على هيئة فلز ذي لون فضي رمادي، ويتميز بارتفاع الصلادة ومقاومته للتآكل، لذلك فهو من الفلزات النبيلة، كما ينتمي أيضاً إلى مجموعة البلاتين وهو أيضاً من الفلزات النفيسة.
للروديوم نظير وحيد، وهو الروديوم-103 103Rh؛ ويمكن أن يوجد الروديوم في الطبيعة على هيئة فلز حر، أو بشكل مختلط مع الفلزات المشابهة على هيئة سبيكة؛ ولكن من النادر أن يعثر ضمن مركبات كيميائية في المعادن كما هو الحال في معدن رودبلومسيت. يعثر على الروديوم في خامات النيكل أو البلاتين، وفي سنة 1803 تمكن العالم وليام هايد ولاستون من اكتشاف هذا العنصر إحدى تلك الخامات، وأطلق عليه هذا الاسم من اللون الوردي لواحد من مركباته الكلورية.
بستخدم الروديوم بشكل رئيسي، باستهلاك يفوق 80% من الإنتاج العالمي لهذا الفلز، على هيئة حفّاز في تركيب المحولات الحفزية الثلاثية في صناعة السيارات. ونظراً لخواصه المقاومة للتآكل فإنه يخلط مع البلاتين والبلاديوم في تركيب السبائك المقاومة للظروف القاسية من ارتفاع درجة الحرارة والكيماويات. كما يسبك مع الفلزات النفيسة مثل الذهب من أجل صياغة الذهب الأبيض، والفضة من أجل صياغة الفضة الإسترلينية. للروديوم تطبيقات أيضاً في مجال الطاقة النووية، إذ يستخدم في المفاعلات النووية من أجل الكشف عن النيوترونات؛ وله تطبيقات صناعية أخرى في صناعة الأحماض مثل حمض النتريك وحمض الأسيتيك. لا يوجد لعنصر الروديوم أي دور حيوي معروف.

## التاريخ وأصل التسمية

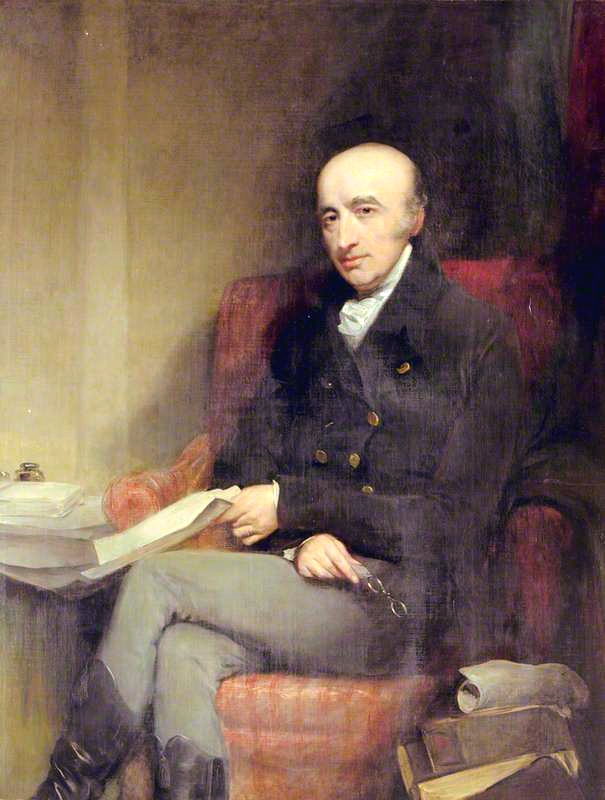
وليام هايد ولاستون مكتشف عنصر الروديوم

يعود الفضل في اكتشاف هذا العنصر إلى العالم وليام هايد ولاستون ، الذي أنجزه في سنة 1803؛ وذلك بعد فترة وجيزة من اكتشافه لعنصر البلاديوم. أطلق ولاستون على العنصر الجديد المكتشَف اسم «روديوم» من اللفظ الإغريقي ῥόδον (رودون) بمعنى وردي، وذلك إشارةً إلى اللون الوردي المنتشر في كثير من مركباته الكيميائية.
عثر ولاستون على عنصر الروديوم في خامة  للبلاتين استحصلها على الغالب من إحدى الرحلات الاستكشافية في أمريكا الجنوبية، إذ قام بإذابة (حل) الخامة في الماء الملكي ، مما أدى انحلال البلاتين وعدد من العناصر، بالمقابل تشكل راسب أسود في قاع حوجلة التفاعل، والذي أعطاه ولاستون لزميله سميثسون تينانت  فتمكن لاحقاً من اكتشاف عنصري الإيريديوم والأوزميوم في الراسب. أما ولاستون فتابع إجراء أبحاثه على القسم المنحل من الخامة، وذلك بالمعالجة مع هيدروكسيد الصوديوم من أجل تعديل الماء الملكي، ثم بإضافة كلوريد الأمونيوم من أجل ترسيب البلاتين على هيئة سداسي كلوروبلاتينات الأمونيوم . أما الباقي المنحل فقام ولاستون بمعالجته بمسحوق الزنك؛ وعند المعالجة اللاحقة بحمض النتريك انحلت جميع الفلزات المرافقة مثل البلاديوم والنحاس ورصاص، ما عدا الروديوم. قام ولاستون بعدئذ بإعادة الإذابة في الماء الملكي ثم بإضافة كلوريد الصوديوم مما أدى إلى الحصول على راسب وردي اللون من Na3[RhCl6]·n H2O؛ وبعد غسله ومفاعلته مع مسحوق الزنك تمكن ولاستون من الحصول على الفلز العنصري الحر.
كان هذا الفلز النادر لعقود ذا تطبيقات محدودة، فعلى سبيل المثال، مع بداية القرن العشرين كان مستخدماً في تركيب المزدوجات الحرارية  لقياس درجات الحرارة القريبة لحد 1800 °س. كانت لهذه المزدوجات الحرارية ثباتية واستقرار كبيرين في مجال درجات حرارة بين 1300 إلى 1800 °س. كما كان مستخدماً في عمليات الطلي الكهربائي  لأعراض الزينة وللمنع من التآكل. من التطبيقات الأولى للروديوم أيضاً استخدامه في تركيب أسنان الأقلام المعدنية من سبيكة الروديوم مع الزنك؛ لكنها حل مكانها لاحقاً سبائك أكثر صلادة مثل سبيكة الإريديوم والأوزميوم. بدأ التطبيق الأساسي لعنصر الروديوم في دخوله في تركيب المحوّل الحفزي الثلاثي  والتي كانت شركة فولفو سباقة في تطويره في سنة 1976، مما أدى إلى ازدياد الطلب العالمي على الروديوم. يعتمد المحول الحفزي الثلاثي على حفاز من الروديوم، وحلت هذه التقنية مكان المحول الحفزي الثنائي المعتمد على البلاتين أو البلاديوم، ويتميز الأسلوب الثلاثي بالتمكن من التقليل من انبعاثات أكاسيد النتروجين  إلى الغلاف الجوي.

## الوفرة الطبيعية
يعد الروديوم واحداً من أندر العناصر وفرةً في القشرة الأرضية، إذ يشكل ما يقارب 0.0002 جزء في المليون  وزناً. ويبلغ تركيزه النمطي في أحجار النيكل النيزكية  مجرد جزء واحد في البليون .
يمكن أن يوجد على الروديوم في الطبيعة على هيئة معدن عنصر طبيعي ، ومن المواقع النمطية  التي قد يعثر عليه فيها بالشكل العنصري الحر كل من ولايتي ألاسكا ومونتانا الأمريكيتين، وهو يرافق عادة خامات الذهب والفضّة والبلاتين والبلاديوم. من النادر أيضاً أن يوجد الروديوم ضمن مركبات كيميائية في القشرة الأرضية، لذلك فعدد المعادن المعروفة له قليل، من بينها معادن البوييت  والرودبلومسيت  والمياسيت . هذه المعادن نادرة، ولكنها تتركز في جنوب إفريقيا وفي حوض سودبوري  في كندا وفي سيبيريا في روسيا، وكذلك في المكسيك.

## الإنتاج
يتراوح الإنتاج العالمي من عنصر الروديوم حوالي 25-30 طن سنوياً. وتعد جنوب أفريقيا الدولة الرائدة في استخراج وإنتاج الروديوم، إذ شكلت ما يقارب 80% من الإنتاج العالمي لهذا الفلز في سنة 2010؛ تليها روسيا.
توجد خامات الروديوم عادة بشكل متفرق وليس بشكل مركز، وهي ترافق خامات البلاديوم والبلاتين والفضة والذهب؛ كما أن معادن الروديوم نادرة أيضاً. وبسبب التشابه الكيميائي بين هذه الفلزات النفيسة فإن الفصل بينها يمثل تحدياً صناعياً كبيراً. يستحصل على الروديوم على هيئة منتج ثانوي من عمليات تعدين واستخراج خامات النحاس والنيكل؛ إذ يوجد ضمن المعادن النفيسة على هيئة ترسبات على المصعد في عمليات التحليل الكهربائي . تؤخذ حميع هذه الترسبات من حوض التحليل وتذاب في الماء الملكي أولاً من أجل فصل الذهب والبلاتين والبلاديوم التي تبقى في المحلول؛ في حين أن باقي الفلزات المرافقة من الروديوم والروثينيوم والأوزميوم والإريديوم والفضة تبقى غير منحلة وراسبة في حوض التفاعل. من المزيج تفصل الفضة أولاً، والتي تكون مترسبة على هيئة كلوريد الفضة بالتسخين مع كربونات الرصاص الثنائي وحمض النتريك على هيئة نترات منحلة. ثم يعالج الراسب حرارياً مع بيكبريتات الصوديوم، وبعد معالجات لاحقة للمحاليل المتشكلة يوجد الروديوم على هيئة كبريتات الروديوم الثلاثي  Rh2(SO4)3 المنحل في الماء، والذي يخضع لعملية رشح  لاحقة من المحلول. إذ يعالج الروديوم المنحل مع هيدروكسيد الصوديوم (الصودا الكاوية) ليترسب هيدروكسيد الروديوم Rh(OH)3؛ ثم يحل في حمض الهيدروكلوريك ليستحصل على H3[RhCl6] ثم يعالج مع نتريت الصوديوم وكلوريد الأمونيوم للحصول على راسب من NH4)3[Rh(NO2)6]. ثم يعالج هذا الراسب مع حمض الهيدروكلوريك مرة أخرى للحصول على معقد كلوري منحل من سداسي كلورورودات الأمونيوم NH4)3[RhCl6]؛ والذي يمكن أن يخضع لعملية اختزال بالمعالجة مع غاز الهيدروجين من أجل الحصول على عنصر الروديوم:
{\displaystyle \mathrm {2\ {(NH_{4})}_{3}{[RhCl_{6}]+3\ H_{2}}\longrightarrow } }
{\displaystyle \mathrm {2\ Rh+6\ NH_{4}^{+}+6\ Cl^{-}+6\ HCl} }
اقترح استخدام الوقود النووي المستهلك  مصدراً من أجل استحصال الروديوم، إلا أن عملية الاستخلاص معقدة ومكلفة وليست مجدية على الصعيد الاقتصادي؛ علاوةً على أن الروديوم المستحصل وفق هذه الطريقة سيكون مشعّاً، لذلك لا يوجد لذلك الاقتراح تطبيقات عملية.

## النظائر
يوجد الروديوم في الطبيعة على هيئة نظير وحيد وهو روديوم-103 103Rh، بالتالي ينتمي الروديوم إلى العناصر أحادية النويدة ؛ بالمقابل، للروديوم 33 نظير مشع مصطنع  بالإضافة إلى 20 مصاوغ نووي . أكثر النظائر المشعة المصطنعة استقراراً هو النظير روديوم-101 101Rh بعمر نصف  مقداره 3.3 سنة؛ والنظير روديوم-102 102Rh بعمر نصف مقداره 207 يوم؛ والنظير روديوم-99 بعمر نصف مقداره 16.1 يوم. أما أكثر المصاوغات النووية استقراراً فهو 102mRh بعمر نصف 2.9 سنة؛ و101mRh بعمر نصف 4.34 يوم.
بالنسبة لنمط اضمحلال النشاط الإشعاعي فإنه يتعلق بالعدد الكتلي؛ فالنظائر ذات العدد الكتلي الأقل من 103 يكون نمط الاضمحلال الرئيسي لها على هيئة التقاط إلكترون ، ويكون ناتج الاصمحلال الرئيسي من نظائر الروثينيوم الموافقة؛ أما النظائر ذات العدد الكتلي الأكبر من 103 فيكون نمط الاضمحلال الرئيسي لها على هيئة اضمحلال بيتا  ويكون ناتج الاصمحلال الرئيسي من نظائر البلاديوم الموافقة.

## الخواص الفيزيائية
| العدد الذري Z | العنصر    | عدد الإلكترونات في غلاف التكافؤ |
| ------------- | --------- | ------------------------------- |
| 27            | كوبالت    | 2, 8, 15, 2                     |
| 45            | روديوم    | 2, 8, 18, 16, 1                 |
| 77            | إريديوم   | 2, 8, 18, 32, 15, 2             |
| 109           | مايتنريوم | 2, 8, 18, 32, 32, 15, 2 (متوقع) |

ينتمي الروديوم إلى عناصر المجموعة التاسعة في الجدول الدوري، ويتميز بأن لديه حالة قاعية  لانمطية من التوزيع الإلكتروني  لإلكترونات التكافؤ  بالمقارنة مع جيرانه في المجموعة كما يشير الجدول المرافق، إذ يحوي غلاف التكافؤ على إلكترون وحيد في المدار الذري ، مثلما الحال مع جيرانه في عناصر الدورة الخامسة: النيوبيوم (41) والروثينيوم (44) والبلاديوم (46). يتبلور الروديوم كما الكوبالت والإريديوم وفق نظام بلوري مكعب  (نمط النحاس)، ويتبع بذلك الزمرة الفراغية  Fm3m، وتكون قيمة ثابت الشبكة البلورية  a = 380,4 بيكومتر (pm)، مع وجود أربع وحدات صيغة  لكل وحدة خلية .

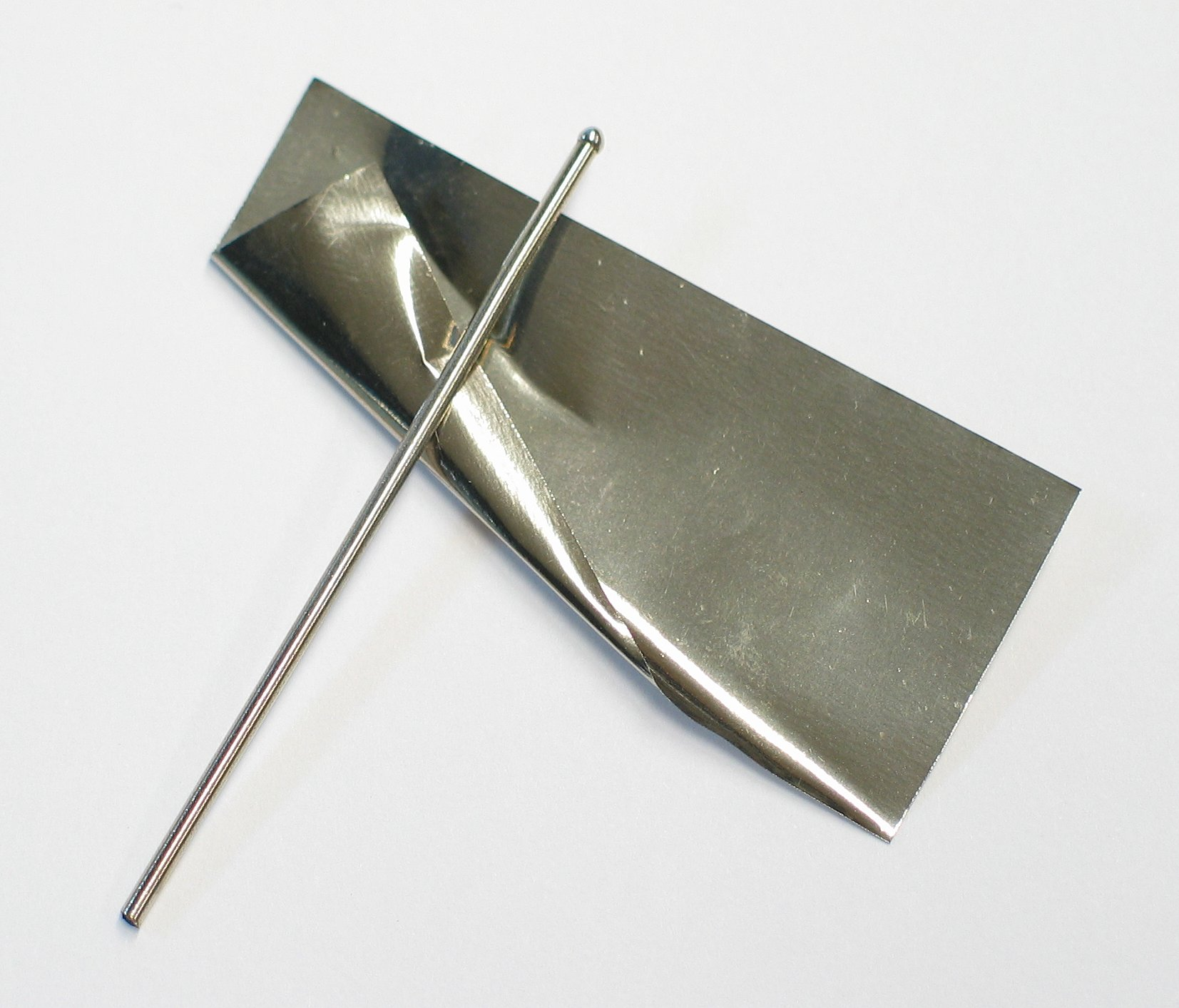
صفيحة وقضيب من الروديوم

الروديوم فلز صلب متين فضي اللون وذو انعكاسية  مرتفعة؛ كما يتميز بارتفاع نقطة انصهاره وغليانه، وينتمي إلى الفلزات النبيلة، إذ لا تتشكل على سطحه طبقة أكسيدية حتى عند تسخينه. يكون الروديوم قادراً على امتصاص الأكسجين من الغلاف الجوي فقط عند نقطة انصهار الفلز، ولكن لا يلبث إلا أن يحرره عند التصلب .
للروديوم خواص فيزيائية مقاربة لخواص عناصر مجموعة البلاتين؛ فعلى سبيل المثال للروديوم نقطة انصهار (1964 °س) تقع وسطاً بين البلاتين والروثينيوم، فهي أعلى من البلاتين (1772 °س) وأخفض من الروثينيوم (2334 °س)، ولكنها تقع ضمن مجال متقارب. والأمر نفسه ينطبق على الكثافة، فقيمتها 12.41 غ/سم3 قريبة من قيمة كثافة عنصري الروثينيوم والبلاديوم. يتميز الروديوم بين عناصر مجموعة البلاتين بأن لديه أعلى قيمة لموصلية الحرارية والكهربائية. عند درجات حرارة أقل من 0.9 كلفن يصبح الروديوم موصلاً فائقاً .

## الخواص الكيميائية
يسلك الروديوم سلوكاً نمطياً للفلزات النبيلة، إذ لا يدخل في الكثير من التفاعلات الكيميائية، ويأتي بعد الإريديوم في مجموعة البلاتين من حيث قلة النشاط الكيميائي. يتفاعل الروديوم مع اللافلزات النشطة مثل الأكسجين أو الفلور أو الكلور فقط عند درجات حرارة مرتفعة تقع في مجال بين 600-700 °س، ليعطي المركبات الموافقة. لا تهاجم أغلب الأحماض المعدنية عنصر الروديوم، فهو مثلاً لا ينحل (يذوب) في حمض النتريك؛ ولكنه ينحل فقط في الماء الملكي. هناك استثناء لهذه الخاصة عندما يكون هذا العنصر على هيئة مسحوق دقيق جداً، إذ ينحل حينها ببطء شديد مثلاً في حمض الكبريتيك المركز. يمكن لفلز الروديوم أن يتفاعل مع بعض الأملاح المنصهرة  ليشكل المركبات الموافقة، ومن الأمثلة على تلك الأملاح كل من بيكبريتات الصوديوم وبيروكبريتات البوتاسيوم وكربونات الصوديوم بالإضافة إلى أملاح السيانيد.

### المركبات الكيميائية
| حالات الأكسدة للروديوم | حالات الأكسدة للروديوم |
| ---------------------- | ---------------------- |
| +0                     | Rh4(CO)12              |
| +1                     | RhCl(PH3)2             |
| +2                     | Rh2(O2CCH3)4           |
| +3                     | RhCl3, Rh2O3           |
| +4                     | RhO2                   |
| +5                     | RhF5                   |
| +6                     | RhF6                   |

يمكن أن يوجد الروديوم في أكثر من حالة أكسدة في مركباته الكيميائية، وهي تتدرج من 0 إلى +6، وأكثرها شيوعاً هي حالتا الأكسدة +3 و+1؛ كما أن المركبات الكيميائية بحالة الأكسدة 0 و+2 و+4 معروفة أيضاً. كما توجد بعض المعقدات التناسقية المعروفة للروديوم الموجودة بحالات أكسدة عليا.

#### المركبات اللاعضوية
الأكاسيد
هناك ثلاثة أكاسيد معروفة للروديوم، وهي أكسيد الروديوم الثلاثي Rh2O3 وأكسيد الروديوم الرباعي RhO2 بالإضافة إلى أكسيد الروديوم السداسي RhO3؛ والأخير لم يعزل بعد على هيئة مركب صلب، إنما جرى الكشف عنه في الطور الغازي عند درجات حرارة بين 850 °س و1050 °س. يستحصل على أكسيد الروديوم الثلاثي بالشكل اللامائي من تفاعل احتراق الروديوم مع الأكسجين عند الدرجة 600 °س؛ وبتسخين الأكسيد الثلاثي بوجود ضغط مرتفع من الأكسجين يتشكل الأكسيد الرباعي.
الهاليدات
يعد كلوريد الروديوم الثلاثي من أهم مركبات هاليدات الروديوم بسبب التطبيقات في مجال تحفيز تفاعلات البلمرة. عموماً يتفاعل الروديوم مع عناصر الهالوجينات المختلقة ليشكل الهاليدات الموافقة؛ ولكن في حين أن الكلور والبروم واليود تشكل مركبات مع الروديوم في حالة الأكسدة الثلاثية فقط (RhCl3 وRhBr3 وRhI3)، فإن الفلور بالإضافة إلى فلوريد الروديوم الثلاثي RhF3 قادر على تشكيل فلوريدات في حالات أكسدة مرتفعة مثل RhF4 وRhF5 وRhF6.
مركبات أخرى
يعد مركب كبريتات الروديوم الثلاثي Rh2(SO4)3 من المركبات الوسطية المتشكلة أثناء استخراج فلز الروديوم، كما يتشكل أثناء عمليات الطلي الكهربائي . يدخل مركب أسيتات الروديوم الثنائي Rh2(OOCCH3)4 في مجال الكيمياء العضوية في مجال الأبحاث عن الحفازات. كما يستخدم مادة أولية في تشكيل العديد من معقدات الكربين  مع مركبات الديازو ، وتستخدم معقدات الروديوم الكربينية في تشكيل مركبات الإيليد  وفي تفاعلات الإدراج  في مجال الأبحاث.

#### المعقدات التناسقية

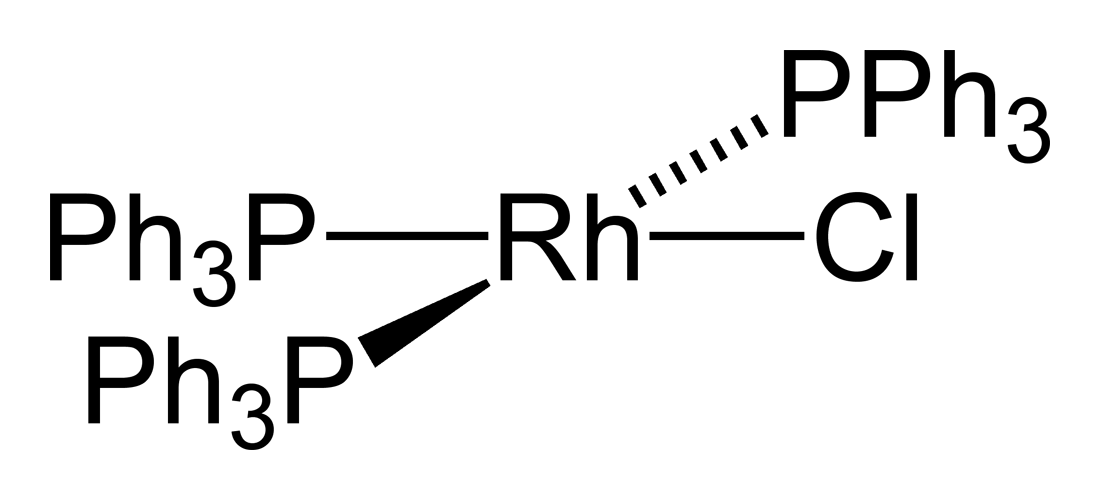
حفاز ولكنسون

يستطيع الروديوم تشكيل العديد من المعقدات التناسقية، ولهذه المعقدات تطبيقات مهمة في مجال التحفيز، كما أجريت الأبحاث على بعضها، مثل المعقدات الكربوكسيلية، من أجل استخدامها في مجال تصميم أدوية علاج السرطان. من الأمثلة الأخرى على معقدات الروديوم معقد سداسي كلورورودات الصوديوم Na3RhCl6 والمعقد الأميني  ثنائي كلوريد خماسي أمين كلورو الروديوم Rh(NH3)5Cl]Cl2 وهي معقدات تتشكل أثناء إعادة تدوير وتنقية الروديوم أثناء عمليات الاستخراج. مثال آخر هو كلوريد كربونيل الروديوم  Rh2Cl2(CO)4 واختزاله يعطي معقد سداسي عشري كربونيل سداسي الروديوم  Rh6(CO)16 واثنا عشري كربونيل رباعي الروديوم  Rh4(CO)12، وهي أشهر الأمثلة لمعقدات الروديوم في حالة الأكسدة الصفرية (0).
يعد حفاز ولكنسون  من أشهر الأمثلة على معقدات الروديوم التناسقية، وهو معقد له بنية جزيئية مستوية مربعة  مكون من ثلات ربيطات  من ثلاثي فينيل الفوسفين (PPh3) وربيطة رابعة من الكلوريد. لهذا المعقد تطبيقات عملية في مجال التحفيز الكيميائي لتفاعلات مهمة، مثل تفاعل الهدرجة اللامتناظرة  من أجل اصطناع ليفودوبا ، وكذلك تفاعل إضافة الفورميل الهيدروجينية ، وفيه تتفاعل الألكينات وأحادي أكسيد الكربون والهيدروجين من أجل تحضير الألدهيدات. من معقدات الروديوم المستخدمة في مجال التحفيز أيضاً معقد ثنائي كربونيل ثنائي يوديد الروديوم Rh(CO)2I2، ويستخدم في عملية مونسانتو  من أجل تحضير حمض الأسيتيك (حمض الخليك).

## الاستخدامات

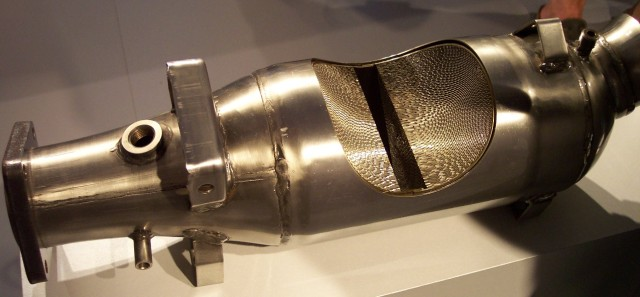
مقطع لمحول حفزي يدخل الروديوم في تركيبه

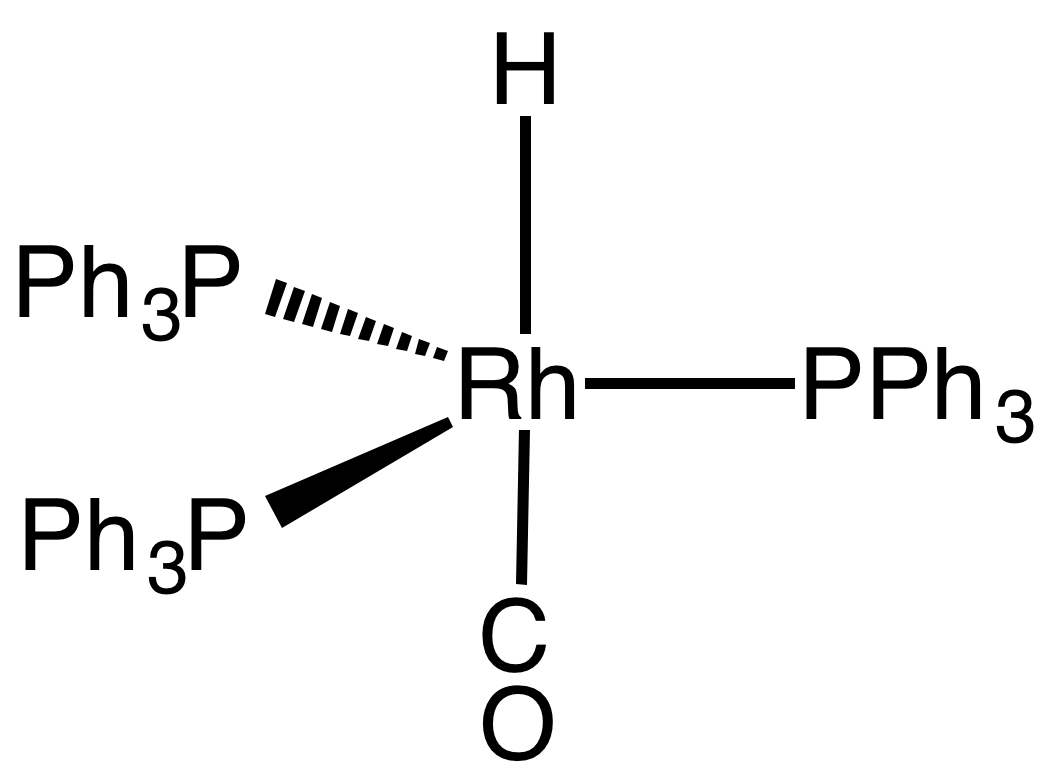
حفاز للروديوم (ثلاثي (ثلاثي فينيل فوسفين) هيدريد كربونيل الروديوم) مستخدم في تحفيز تفاعل إضافة الفورميل الهيدروجينية.

إن التطبيق الرئيسي لعنصر الروديوم هو استخدامه في صناعة السيارات، إذ هو مكون أساسي في تركيب المحول الحفزي ثلاثي الطرق، والذي يقوم بتحويل الانبعاثات الغازية الملوثة والمضرة بالبيئة مثل الهيدروكربونات غير المحترقة وأحادي أكسيد الكربون وأكاسيد النتروجين والمنبعثة من عوادم السيارات إلى غازات أقل ضرراً؛ فهو مسؤول بشكل رئيسي عن تحفيز اختزال أحادي أكسيد النيتروجين إلى غاز النتروجين؛ وفي حال استخدام البلاتين أو البلاديوم في تركيب المحول الحفزي قد يتشكل مركبا الأمونيا وأكسيد النيتروس.
يستهلك هذا التطبيق الحصة الأكبر من الكمية المستخرجة من الروديوم عالمياً؛ إذ بلغت حصته ما يقارب 81% (24.3 طن) من إجمالي الكمية التي أنتجت في سنة 2012 من الروديوم (30 ألف طن)، في حين استخدم 964 كغ في صناعة الزجاج وخاصة في صناعة الزجاج الليفي  والشاشات المسطحة؛ في حين استخدم 2520 كغ في الصناعة الكيميائية.

### التحفيز
تستخدم حفازات الروديوم في تحفيز تفاعلات مهمة في الصناعات الكيميائية، من أهمها إضافة الكربونيل (الكربلة)  التي تتضمن إضافة أحادي أكسيد الكربون للحصول على مركبات كربوتيلية. ففي عملية مونسانتو يساهم يوديد الروديوم في تحفيز كربلة الميثانول من أجل الحصول على حمض الأسيتيك (حمض الخليك). تراجعت التقنية المتبعة في عملية مونسانتو مع تطوير عملية كاتيفا  المعتمدة على حفاز من الإريديوم، إذ أن الأخيرة أكثر كفاءة في عملية التحويل. من جهة أخرى، لا تزال معقدات الروديوم هي الحفازات المسيطرة في تفاعل إضافة الفورميل الهيدروجينية ، والذي يحول الألكينات إلى ألدهيدات. يستخدم الروديوم أيضاً في تحفيز تفاعلات الهدرجة  مثل هدرجة البنزين إلى حلقي الهكسان؛ بالإضافة إلى تفاعل إضافة السيليل الهيدروجينية  للألكينات.
كما يدخل الروديوم في تركيب الحفازات المستخدمة في إنتاج حمض النتريك؛ إذ أن الحفاز في عملية أوستفالد يتكون من سبيكة من البلاتين والروديوم (90%/10%)، ووجود الروديوم في تركيب هذا الحفاز ضروري لأنه يرفع من نتاج ومردود العملية بالمقارنة مع البلاتين النقي. تستخدم هذه السبيكة من البلاتين والروديوم كذلك في عملية أندروسوف  من أجل إنتاج حمض الهيدروسيانيك.

### الزينة

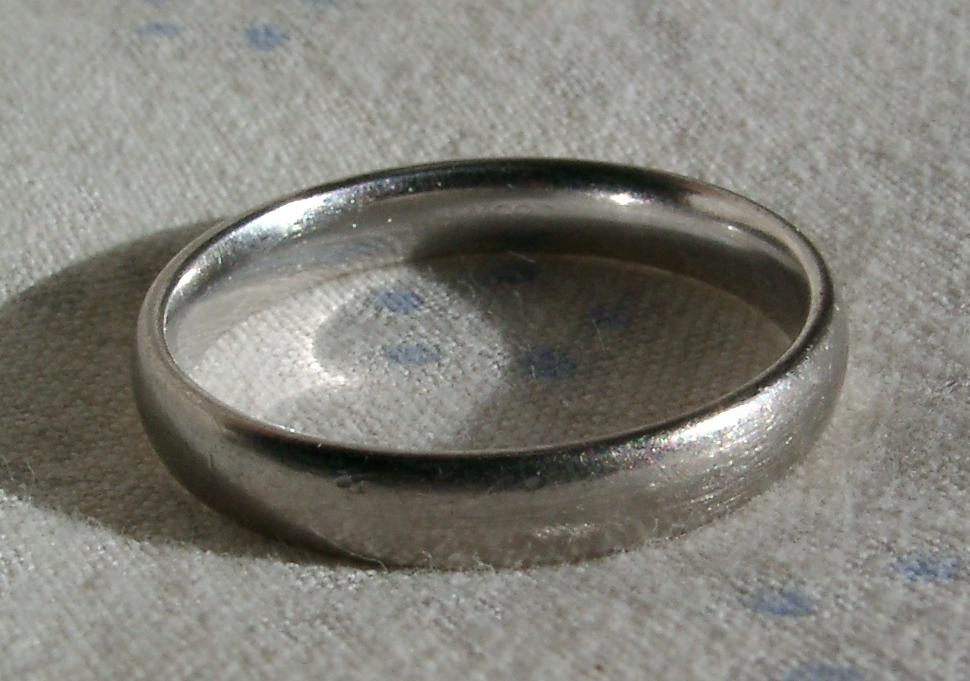
خاتم من الذهب الأبيض مطلي بالروديوم

يصنف الروديوم ضمن الفلزات النفيسة ويدخل في صناعة المجوهرات؛ وفهو على سبيل المثال يطلى كهربائياً على أسطح الذهب الأبيض والبلاتين من أجل منحها بريقاً أضافياً، وتعرف هذه الممارسة في مجال صناع المجوهرات باسم وميض الروديوم . كما يستخدم الروديوم أيضاً في تغطية الفضة الإسترلينية  للوقاية من فقد اللمعان  (بسبب تشكل كبريتيد الفضة Ag2S). تعد المجوهرات المصنوعة من الروديوم النقي الصافي نادرة، بسبب صعوبة التشغيل لارتفاع نقطة الانصهار وضعف المطاوعة بالمقارنة مع الفلزات النفيسة الأخرى، بالإضافة إلى غلاء الثمن. يستخدم الروديوم أحياناً في صياغة التكريمات التذكارية، مثلما حصل في سنة 1979 عندما كرّمت موسوعة غينيس للأرقام القياسية الموسيقي بول مكارتني  بمنحه أسطوانة مطلية بالروديوم.

### استخدامات أخرى
يدخل الروديوم في صناعة السبائك، وخاصة سبائك البلاتين والبلاديوم، إذ يضيف ميزات إضافية فيما يخص التصلب وتحسبن المقاومة ضد التآكل. تستخدم هذه السبائك في صناعة الأفران الصناعية مثل تركيب المزدوجات الحرارية ، كما تستخدم في تركيب شمعات الاحتراق  في المركبات الجوية، بالإضافة إلى استخدامها في صناعة البواتق  المخبرية.
تتضمن الاستخدامات الأخرى دخوله في تركيب نقاط التلامس الكهربائية ، إذ تتميز تلك المصنوعة من الروديوم بأن مقاومتها الكهربائية ضئيلة، وكذلك بمقاومتها التلامسية  الضئيلة والمستقرة، بالإضافة إلى مقاومتها للتآكل. تستخدم الأسطح المطلية كهربائياً بالروديوم في مجال البصريات في بناء العواكس والأجهزة البصرية؛ وكذلك في عواكس المصابيح الأمامية  في السيارات.
يدخل الروديوم أيضاً في تركيب المرشحات في أجهزة الأشعة السينية المستخدمة لتطبيقات محددة مثل أجهزة تصوير الثدي الشعاعي . تستخدم مكاشيف النيوترونات  المصنوعة من الروديوم في تصميم المفاعلات النووية من أجل قياس مستويات تدفق النيوترونات ؛ وهي على سبيل المثال موجودة في مفاعلات محطة أريزونا للطاقة النووية ، وتساهم في تقديم بيانات متجددة عن مستويات الطاقة وعن التركيب النظائري  للوقود النووي.

## المخاطر
لا يوجد للروديوم أي دور حيوي، ولكونه من الفلزات النبيلة فإن الروديوم النقي خامل وآمن وغير ضار. ولكن بالمقابل، فإن مركبات الروديوم ومعقداته التناسقية قد تكون ضارة. فعلى سبيل المثال، تبلغ قيمة الجرعة المميتة الوسطية  لمركب كلوريد الروديوم مقدار 198 ميليغرام بالنسبة للجرذان لكل كيلوغرام من وزن الجسم.
يمكن أن يتعرض الأشخاص في مكان العمل إلى استنشاق غبار الروديوم؛ لذلك أوصت إدارة السلامة والصحة المهنية  في الولايات المتحدة أن لا يتجاوز حد التعرض المسموح  من الروديوم مقدار 0.1 مغ/م3 لمدة 8 ساعات في يوم العمل؛ وتلك قيمة توافق ما وضعه المعهد القومي للسلامة والصحة المهنية  فيما يخص حد التعرض الموصى به ؛ من جهة أخرى، فقيمة مقدارها من 100  مغ/م3 من غبار الروديوم تشكل خطورة فورية على الحياة أو الصحة . أما بالنسبة لمحاليل الروديوم السائلة فيبلغ حد التعرض المسموح  مقدار 0.001 مغ/م3.